# Józef Brożek
Józef Brożek (ur. 16 września 1940 w Nowym Sączu) – polski działacz partyjny i państwowy, w latach 1981–1989 I sekretarz Komitetu Wojewódzkiego PZPR w Nowym Sączu.

## Życiorys
Syn Stanisława i Marii. W latach 1959–1963 zatrudniony w Wojewódzkim Przedsiębiorstwie Handlu Spożywczego w Nowym Sączu, a w latach 1963–1980 w Podhalańskich Zakładach Przemysłu Owocowo-Warzywnego w tym mieście, awansował od magazyniera do dyrektora naczelnego. W 1969 wstąpił do Polskiej Zjednoczonej Partii Robotniczej. W 1980 został sekretarzem, a od 15 czerwca 1981 do 29 marca 1989 pełnił funkcję I sekretarza KW PZPR w Nowym Sączu. Od 1981 był także zastępcą członka Komitetu Centralnego partii.